# 清華街爆炸案
清華街爆炸案，又常稱為清華街慘案，是香港六七暴動期間的1967年8月20日，在香港島北角清華街發生的一宗爆炸案，兩名兒童在這宗炸彈爆炸案中慘死，慘案不但震驚香港社會，香港商業電台節目主持人林彬也因為公開譴責涉案的左派暴徒而遭到死亡恐嚇，爆炸案發生的第四天（8月24日），林彬遭到左派人士以「鋤奸」為名縱火殺害，他與堂弟被活生生燒死，這兩起事件都被認為是六七暴動的代表性暴行。

## 案發背景

### 左派團體伺機發起騷亂
1967年年初，由於中共支持的澳門左派在一二·三事件成功奪取澳門政局的主導權，中共中央香港工作委員會受到鼓舞，要在香港也發起類似的騷亂，新華社香港分社社長梁威林及副社長祈烽在內部會議總結澳門左派的鬥爭成果時，聲言也要在香港「大幹一場」。與此同時由中共領導層發起的文化大革命日趨熾烈，左派團體亦向中資機構的職工及左派學校的師生灌輸左派的歷史觀及鬥爭思想，在文革造反的氛圍下驅使該等人士參與武鬥，踏入同年2月新華社香港分社和左派陣營開始積極尋找挑起騷亂的機會，而香港當時此起彼落的勞資糾紛及工潮便成為左派陣營發起騷亂的切入點。香港左派於1967年2月起先後介入南豐紗廠兩派工人發生毆鬥，港九的士罷駛及青洲英泥工潮，企圖將這三宗由勞資糾紛引起的事件擴大及政治化，藉此發起反政府騷亂，但因為資方作出局部性的讓步及警方採取冷處理的手法，工潮沒有繼續擴大及升溫，所以左派團體未能成功利用這三宗勞資糾紛策動騷亂，直至同年4月尾新蒲崗大有街的香港人造花廠分廠發生勞資糾紛並引發工潮，左派團體介入，工潮遂演變為貼大字報、阻止廠方出貨、與管工扭打及衝擊工廠區的廠廈大閘，工廠區的廠商報警求助，警方到場後與左派示威者發生衝突，隨後衝突範圍擴大到工廠區之外的黃大仙新區，左派團體終於成功利用這宗勞資糾紛發起騷亂，並通過左派媒體的政治宣傳將事件進一步激化。

### 成立鬥委會及策動炸彈浪潮

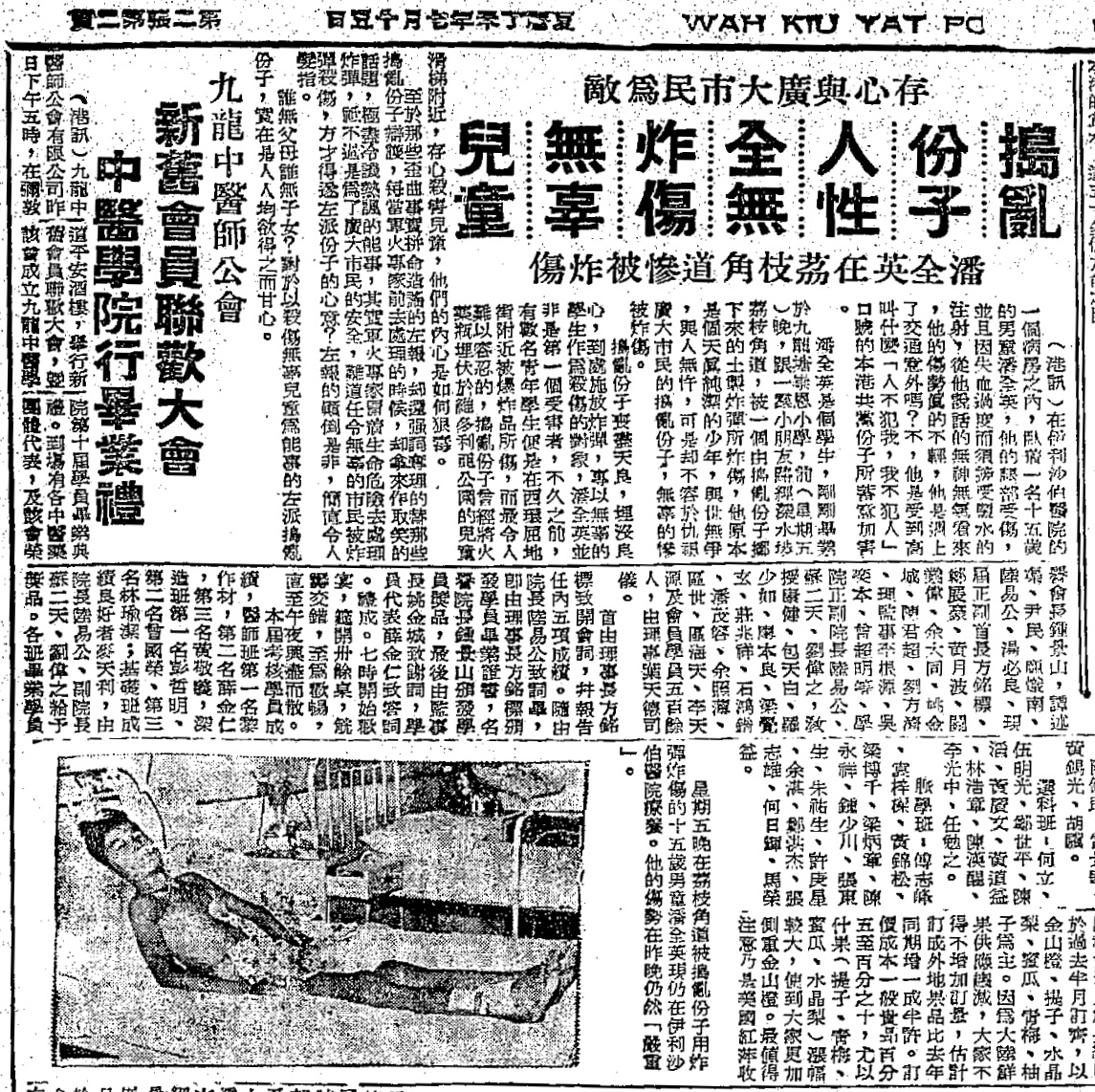
在清華街爆炸案發生的當日（8月20日）清晨印行的《華僑日報》報導，15歲男童潘全英於剛過去的星期五在深水埗荔枝角道被港共份子從高處擲下的一枚土製炸彈炸傷，腿部一度大量出血，現時仍在伊利沙伯醫院住院治療及接受靜脈注射，報導又提到不久前西環屈地街已有數名學生被炸彈炸傷，維多利亞公園的兒童遊樂場亦被放置炸彈，批評港共份子蓄意襲擊兒童，而左派報紙卻拼命歪曲事實去為搗亂份子辯護，又對冒著生命危險為市民拆彈的軍火專家冷譏熱諷，難道有無辜市民被港共的炸彈殺傷才是左派媒體的心意

1967年5月16日，香港工會聯合會理事長楊光成立簡稱「鬥委會」的「港九各界同胞反對港英迫害鬥爭委員會」，開始以「反英抗暴」為名，利用最初由勞資糾紛引起的警民衝突，轉變成顛覆香港政府的連串騷亂。7月8日，中國邊防部隊越境引發沙頭角槍戰並造成5名香港警察身亡後，鬥委會於同月將鬥爭行動升級為炸彈襲擊浪潮，利用魚炮及當時仍然可在香港市面上販賣的煙花、爆竹作為爆炸品的材料，左派非法份子又從土木工程地盤的危險品倉庫竊取硝酸甘油炸藥及引爆器，而由左派團體開辦的中學則被挪用作為土製炸彈製作機關及武器庫，有左校學生被驅使於校內的化學實驗室協助製作土製炸彈，當中的中華中學有學生與左派非法份子製作爆炸品時發生爆炸事故被炸斷手重傷。
1967年7月12日，大埔鄉事會會所發生六七暴動首宗炸彈爆炸事件，拉開六七暴動炸彈浪潮的序幕，其後九鐵、電車、巴士及渡輪等公共交通系統屢次遇襲，左派份子又在港九新界各區街頭放置和投擲炸彈及疑似爆炸品，鬥委會意圖使香港社會陷入嚴重恐慌，迫使香港政府屈服，以達到由左派團體掌控香港政局的政治目的。在左派炸彈襲擊浪潮的半年間，有八千多個真假炸彈被放置或被投擲，當中有一千多枚真炸彈，負責移除炸彈的駐港英軍拆彈專家疲於奔命，有軍部拆彈專家在移除爆炸品時發生意外殉職，這場炸彈襲擊浪潮也造成多名市民無辜死傷。

## 小姊弟遭炸彈炸死

### 案中死者
爆炸案中的死者是8歲女童黃綺文及3歲男童黃兆勳，他們是姊弟關係。黃綺文是家中的長女，她有兩個弟弟及一個妹妹，二弟及三妹分別是黃兆康和黃綺珊，黃兆勳是她的幼弟，他們與父親黃耀榮、母親陳麗娟及祖母譚瑞寶，居於北角清華街20號地下（原址已於1980年代被重建為多層公寓—富景閣），父親也在該處以家庭式經營小型五金廠謀生。

### 案發地點
清華街位於北角的山腳，道路呈東西走向，兩端的馬路都是掘頭路，清華街靠近西端的位置與南北走向及屬於斜路的北景街連接，故此在清華街可經由北景街下坡直達北角英皇道，不過因為是掘頭路及在北景街的最高處，所以清華街的車流不多，屬於該區較僻靜的道路，清華街對下的另一條東西走向的道路是建華街，建華街的東面與清華街的東面之間的位置是天主教聖猶達聖堂，而該聖堂附設的聖猶達小學則位於清華街19號，在清華街的東面有一條斜路往上通往位於清華街30號的蘇浙小學，該條斜路的下方是一道由石塊鋪砌而成的石牆，該道石牆與聖猶達小學的外牆之間有一條寬度足以讓汽車駛入駛出的掘頭路，所以會有私家車停泊於該處，而該道石牆側邊的通道便是清華街兩姊弟被炸死的地點。

### 案發經過

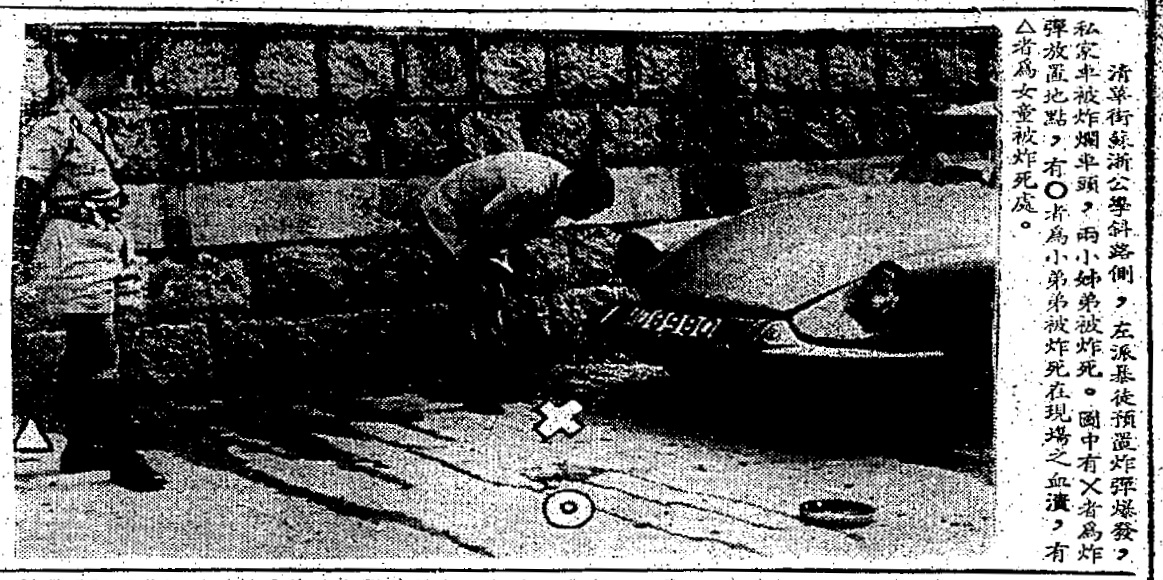
《工商日報》在1967年8月21日報導昨日發生的清華街爆炸案時附上照片，指出兩姊弟被炸死的位置，當時警方正於現場調查及搜證，地面及牆壁上留下兩名兒童的大攤血漬

1967年8月20日，颱風姬蒂漸漸接近香港，香港掛起三號風球，這對黃姓小姊弟於當日下午3時40分左右在父親工作的小型五金工廠外的清華街遊玩。下午4時30分左右，小姊弟發現清華街路旁的一輛汽車附近放有一個鐵罐，他們在好奇心的驅使下走近，當姊姊黃綺文拾起鐵罐及嘗試拆開時，這個實為炸彈的鐵罐隨即爆炸，爆炸的衝力將兩人炸飛，一同被彈到爆炸處附近的一幅石牆上。位於清華街的天主教聖猶達聖堂及聖猶達小學、附近的唐樓，以至在北角半山區的洋樓，玻璃窗都因為炸彈爆炸被震碎，而在爆炸位置附近停泊的一輛雪佛龍私家車，車頭被炸至毀爛。
這對小姊弟的父親黃耀榮聽到爆炸的巨響後連忙跑到街上查看，發現兒女都被炸至重傷，他抱起兒子黃兆勳在街上尋求救援，不久便有接獲炸彈爆炸報告的警車駛至，一輛救護車亦趕到現場，救護車立即把黃兆勳緊急送院。父親之後立即回到女兒黃綺文的身邊，此時女兒已毫無反應。黃綺文的腹部在爆炸中受到重創，連腸臟也流了出來，當救援人員到達時證實她已經死去，兒子黃兆勳也於送抵醫院前在救護車上傷重身亡。

### 警方調查
爆炸現場的四周血跡斑斑，警方探員與軍部爆炸品專家到場調查，找到疑為女童黃綺文的肝臟、腸臟碎片及一截手指的殘肢，現場亦遺下死者的一對粉紅色塑膠拖鞋，負責調查案件的警察表示「從未見如此慘況」，警方懷疑兇徒原本計劃將炸彈放置到人煙稠密的街道，如清華街斜坡下面的英皇道，僻靜的清華街只是用作轉移炸彈的地點，卻被這對在街上遊玩的小姊弟拾獲並發生爆炸。而在小姊弟被炸死前的當日下午2時20分，亦有兇徒在北角英皇道的北角大廈從高處擲下一枚炸彈，企圖襲擊電車，炸彈在距離一輛行駛中的電車前30英尺處的西行線路軌上爆炸，雖然炸彈未有擲中電車，但仍然造成兩名男子及一名男童受傷，而電車路軌的一段路面亦被炸碎。45歲傷者何植民報稱當時正於英皇道門牌698號的攤檔購買報紙，忽然遇上炸彈爆炸，他被炸彈碎片所傷，但在醫院包紮後可以出院。14歲傷者胡志樂當時正於英皇道700號天樂藥房工作，58歲傷者何福禮距離炸彈較近，兩人的傷勢較重，需要住院治療。警方於8月22日下午宣布懸紅2萬5千港元緝捕清華街爆炸案的兇徒，惟始終未能緝獲兇徒歸案。

### 媒體報導

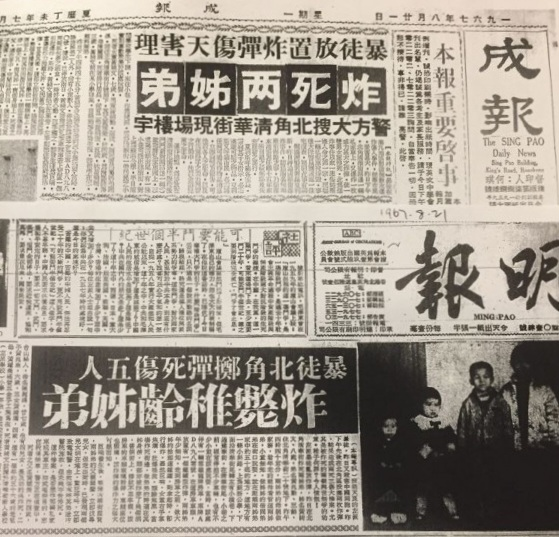
《成報》和《明報》於事發翌日在頭版報導清華街爆炸案，並在社論中譴責在香港的左派團體發動炸彈襲擊引致無辜平民死傷

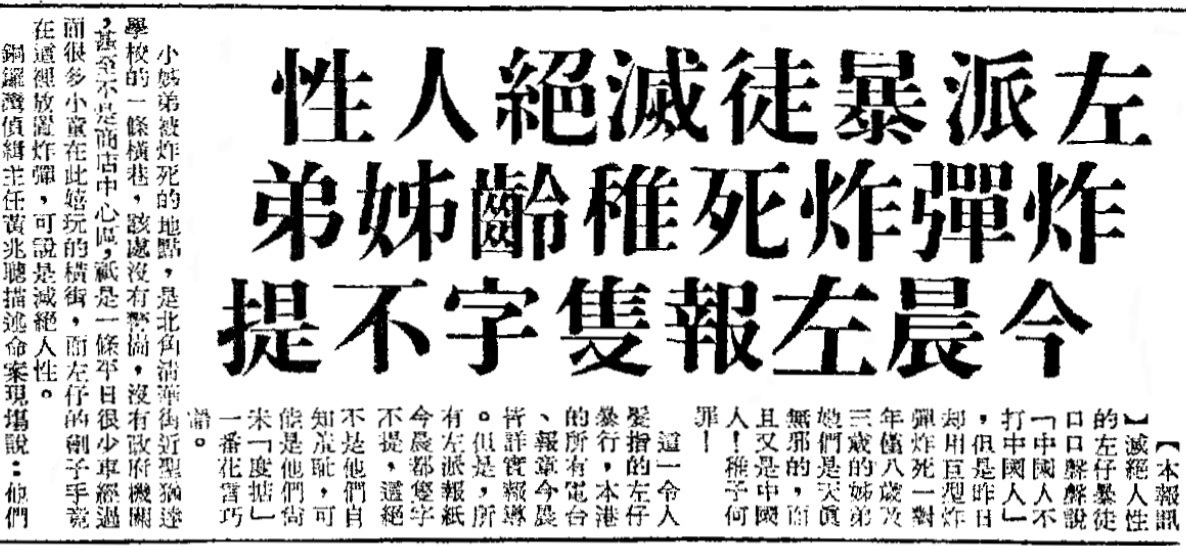
《工商晚報》在1967年8月21日報導支持六七暴動的左派媒體今晨全部「隻字不提」有兩名兒童被炸彈炸死的清華街爆炸案

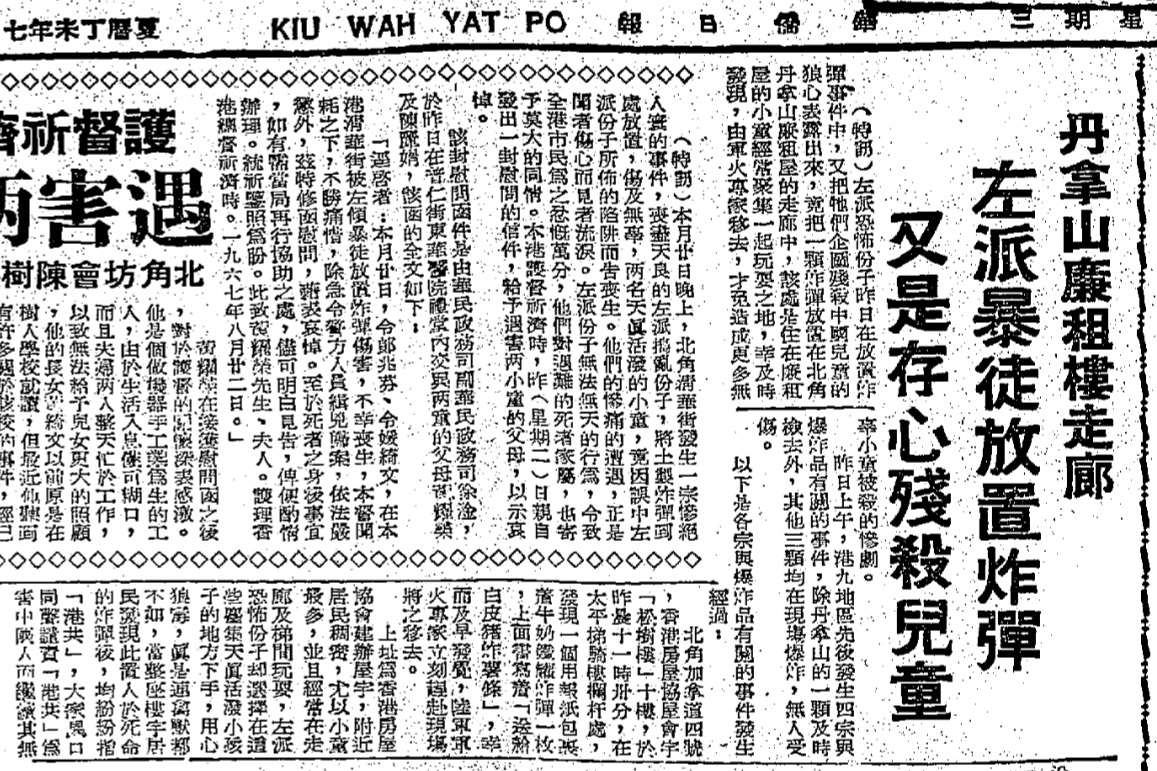
《華僑日報》於1967年8月23日報導左派恐怖份子日前在北角清華街害死兩名兒童後未有收手，昨日又在北角丹拿山廉租屋宇松樹樓十樓的走廊放置炸彈，這個由報紙包裹及使用牛奶鐵罐作外殼的炸彈寫有「送給白皮豬炸薯條」，炸彈被發現後由英國陸軍軍火專家引爆，由於廉租屋宇居民稠密，兒童又經常在走廊及梯間玩耍，居民批評左派恐怖份子用心狠毒、禽獸不如，昨日除了丹拿山廉租屋的炸彈被發現及引爆外，香港島及九龍另有三宗炸彈爆炸，幸沒有造成傷亡，報紙的同頁又報導日前發生清華街慘案後，護督祈濟時發出慰問信表達哀悼，並由副華民政務司徐淦於昨日在上環東華醫院禮堂親自轉交給遇難小姊弟的父母，慰問信的內容亦刊載於報紙上

案發翌日，除了左派報紙以外的香港新聞媒體都廣泛報導這宗慘案，《工商日報》頭條標題報導北角小姊弟被炸得「當場肚破腸流，死狀甚為恐怖」；《華僑日報》頭條報導「左派暴徒殘忍罪行罄竹難書，幼年姊弟慘死彈下」，並在頭版以「暴徒兇殘令人髮指，現塲絕無政治目標，顯然志在濫炸無辜」為標題譴責暴行；《成報》在頭版以「暴徒放置炸彈傷天害理，炸死兩姊弟」為標題報導；《明報》的頭版新聞標題為「暴徒北角擲彈死傷五人，炸斃稚齡姊弟」，並連續多日報導這宗慘案及在社論譴責事件。然而一直支持暴動的《大公報》及《文匯報》卻隻字不提有兩名小童遭到炸彈炸死的消息。
兩名年幼兒童被炸死的慘案不但震驚香港社會及觸發公憤，也引起家長及婦女界對兒童安全的關注。《華僑日報》報導稱左派暴徒已將炸彈襲擊的目標指向一般市民及兒童，公眾需要提高警覺。報導提到目前是學校假期，家長必須對兒女的戶外活動多加留意及教導，暴徒放置炸彈的形式多樣，在公共場所、街上、路旁、車站及行人眾多的地點，如發現放有諸如包裹、罐頭及禮包類型的物品，必須加倍警惕，要立即遠離，更不應使用手腳觸撞，並報警交由警方處理。

### 殮葬安排

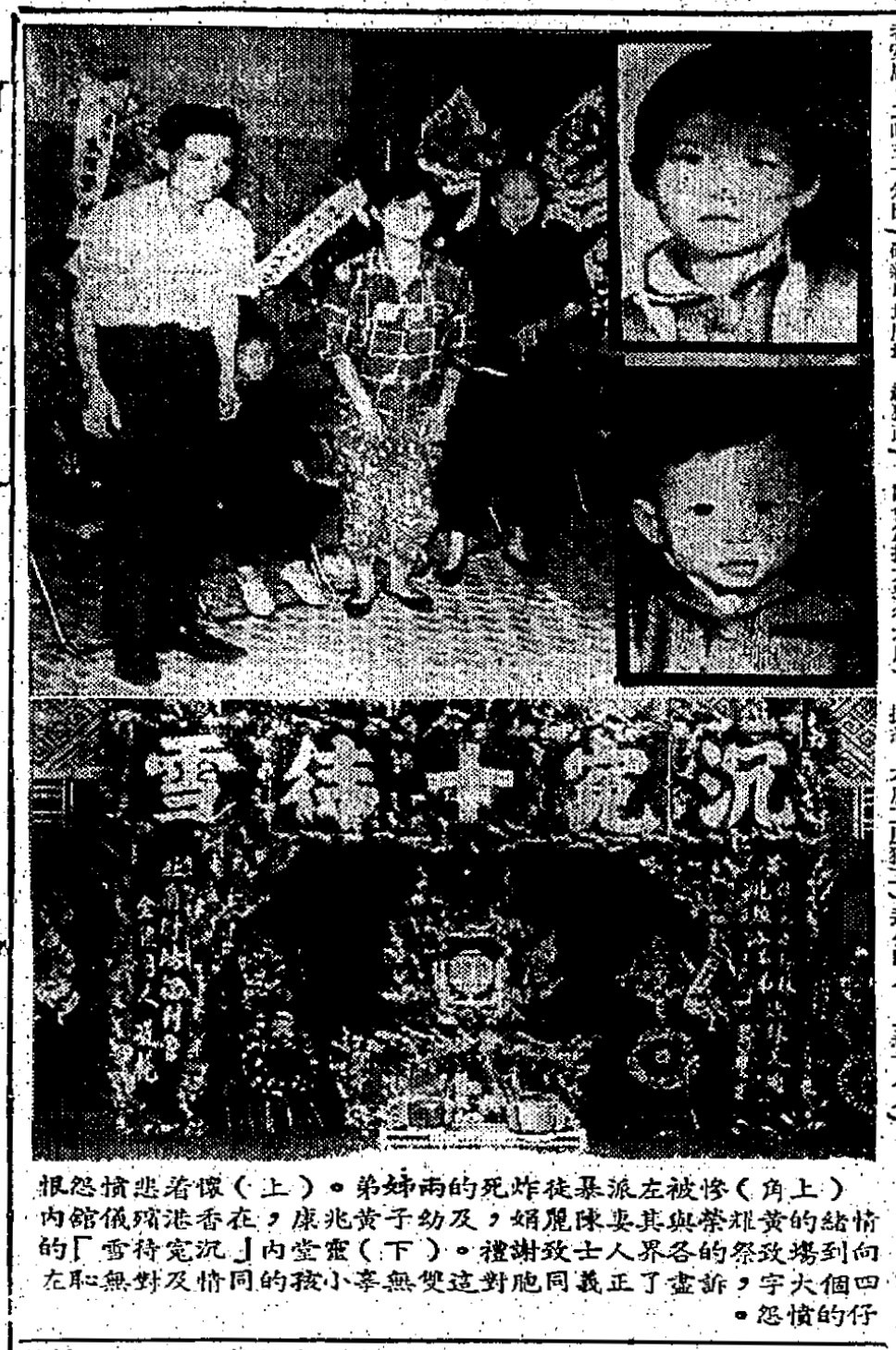
《工商日報》於1967年8月24日報導在清華街爆炸案中的兩名遇害兒童於昨日在香港殯儀館舉行喪禮，靈堂上掛有「沉冤待雪」的輓額

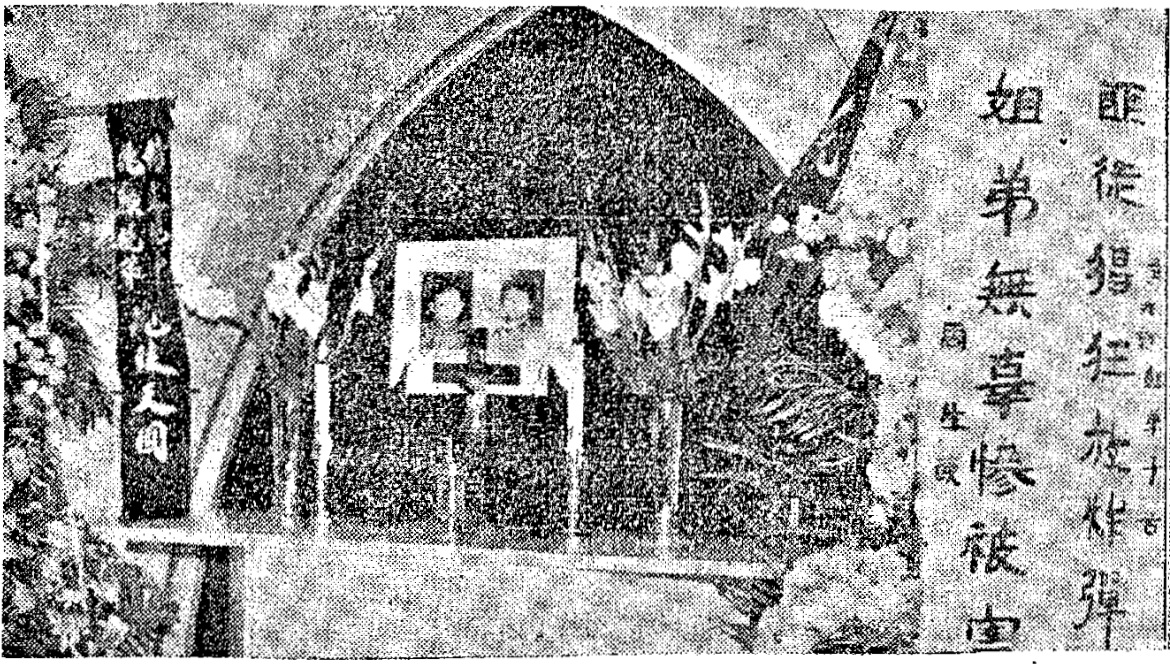
《工商晚報》在1967年10月16日報導清華街慘案的兩名兒童死者的靈堂上，有花圈掛上「匪徒猖狂放炸彈、姐弟無辜慘被害」的輓聯

為協助痛失兩個小孩的黃家渡過難關，天主教香港教區、東華三院及社會善長都立即作出捐助，提供墳場墓地及殮殯費，並且準備兩副小棺木。位於爆炸地點同一條街的天主教聖猶達聖堂，在該聖堂工作的科明智神父（Anthony Formenti）親自協助小姊弟的家屬辦理喪葬事宜。小姊弟的喪禮於1967年8月23日在香港殯儀館舉行，靈堂上掛有「沉冤待雪」的輓額，喪禮由天主教聖猶達聖堂的科明智神父主持，科神父在喪禮上向靈柩禱告及灑聖水，祈求死者安息。小姊弟於下午2時50分出殯，運載靈柩及送殯的車隊在警方電單車帶頭開路護送下，於下午3時26分到達柴灣歌連臣角天主教聖十字架墳場，再由神父主持落葬儀式。

### 死因研訊

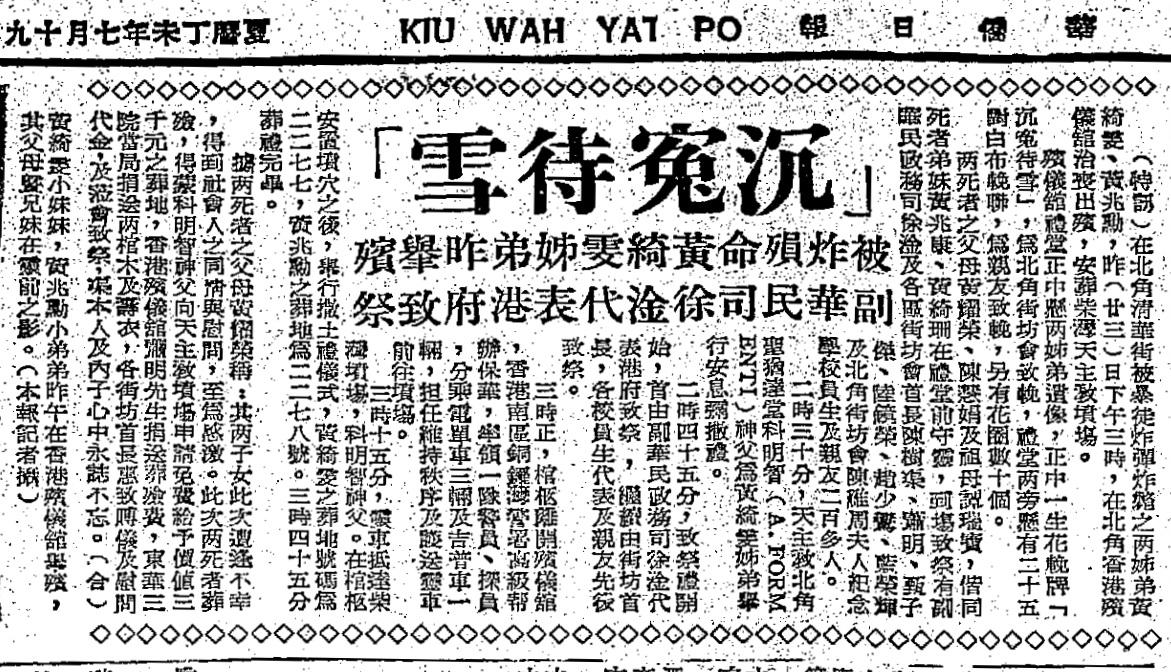
《華僑日報》於1967年8月24日報導在清華街爆炸案中遇害的兩姊弟已於昨天舉行喪禮，副華民政務司徐淦代表香港政府到靈堂致祭

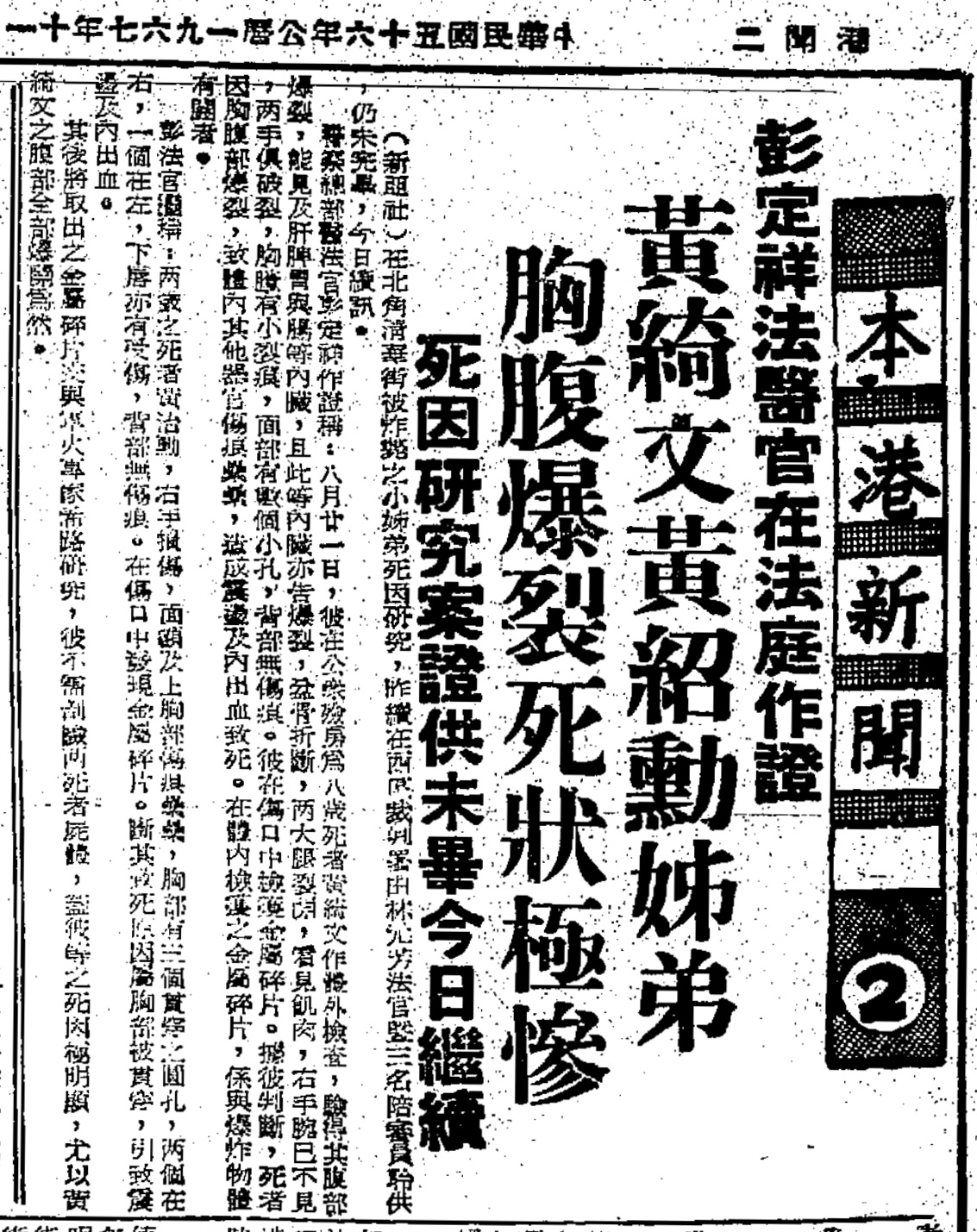
《華僑日報》在1967年11月9日報導昨日法醫彭定祥在死因裁判法庭就黃綺文及黃兆勳的驗屍報告出庭作證

1967年11月7日，死因裁判法庭在西區裁判署召開死因研訊，判斷爆炸案中的死者童黃綺文及黃兆勳的死因，死因庭由林元芳法官主持，並由三位陪審員一同聽取供詞及裁決。小姊弟的父親黃耀榮作供稱，他在8月20日下午4時30分返回在北角清華街經營的小型五金廠，約10分鐘左右突然聽到爆炸巨響，於是走到街上觀看，他在一輛停泊於清華街的私家車（車牌號碼：AD8980）前發現自己的女兒黃綺文和兒子黃兆勳倒臥在地上，女兒與兒子之間相距約8英呎，女兒黃綺文的腹部有大破口並流出腸臟，並且失去手指，兒子黃兆勳口鼻流血，頭部和胸部都有破損，但尚有氣息，他認為兒子仍然可救，於是抱起兒子跑回五金廠，並要求街坊立即報案，不久便有救護車到達，先後將兒子及女兒送往醫院。黃耀榮又稱醫院的醫生為他的兒子檢查後，便提出把兒子轉送往公眾殮房，他一度堅持不要這樣做，要求醫生盡力挽救，但其中一位醫生向他解釋兒子的胸部有致命傷，兩姊弟被送抵醫院時亦已經確定死亡，他惟有在8月21日到公眾殮房辨認長女及幼子的遺體。瑪麗醫院的兩名醫生在庭上作供稱兩名死者在到達醫院時已經身亡，黃兆勳的身上有六處破洞，胸部及前額各有兩處、嘴部及面額各有一處，檢查時沒有任何氣息，確定他已經死去。
死因聆訊次日，由負責檢驗小姊弟遺體的警察總部法醫官彭定祥在法庭作供，彭法醫稱於8月21日在公眾殮房為兩名死者進行驗屍，女死者黃綺文的遺體腹腔爆裂，從死者的體外可看見肝、脾、胃及腸等內臟器官，女死者的盆骨斷裂，左右大腿都裂開及可見到肌肉，她失去右手手腕，兩手亦有裂損，胸腔有小裂痕，面部有數個小破孔，背部則沒有傷痕。彭法醫稱黃綺文因為胸腔及腹腔破裂，體內多個器官受到爆炸震盪及內出血致死，彭又稱在黃綺文身上的傷口檢出相信是來自炸彈的金屬碎片。彭法醫之後就男死者黃兆勳的驗屍報告作供，彭稱黃兆勳的上胸及面額都傷痕累累，右手及下唇亦有損傷，背部則沒有傷痕。彭表示黃兆勳的胸部有三個呈圓形的貫穿孔，兩個在右胸，一個在左胸，在三個貫穿孔都有金屬碎片，判斷黃兆勳是被炸彈爆炸產生的金屬碎片擊穿胸腔，導致內出血及受到震盪致死。彭法醫表示由於兩名死者的死因明顯是由炸彈爆炸所引致，故此不需進行屍體解剖，至於在驗屍時從遺體撿出的金屬碎片已移交予軍火專家檢查。
11月9日，死因庭完成聆訊，法官引導陪審團及給予裁決指引，然後讓陪審團退庭商議，陪審團討論10分鐘後返回法庭，並向法官匯報裁決結果。法官宣布陪審員一致裁定女童黃綺文及男童黃兆勳死於被人謀殺，死因庭以此存案。

### 家屬赴美
兩名死者的父親黃耀榮於1968年3月表示在美國三藩市有當地華人僑領聘請他到當地的機器廠工作，他與家人已經辦理赴美簽證，將會在兩三個月內成行。黃耀榮又稱當日見到兒女血肉模糊及支離破碎的死狀仍然記憶猶新及歷歷在目，他的79歲母親依然終日記掛着被炸死的兩個孫兒。對於政府成立的騷亂賠償委員會考慮增加傷亡賠償金，黃耀榮稱就算賠償千萬元也換不來兒女的性命，他只希望兇手能夠早日被捕歸案。1968年4月，騷亂賠償委員會表示目前已向六七暴動中的死者家屬及傷者批出共67萬港元的傷亡賠償及特恤金，其中在清華街爆炸案中被炸死的小姊弟，其家屬共獲發放2萬2千元特恤金。

### 案發地點街景

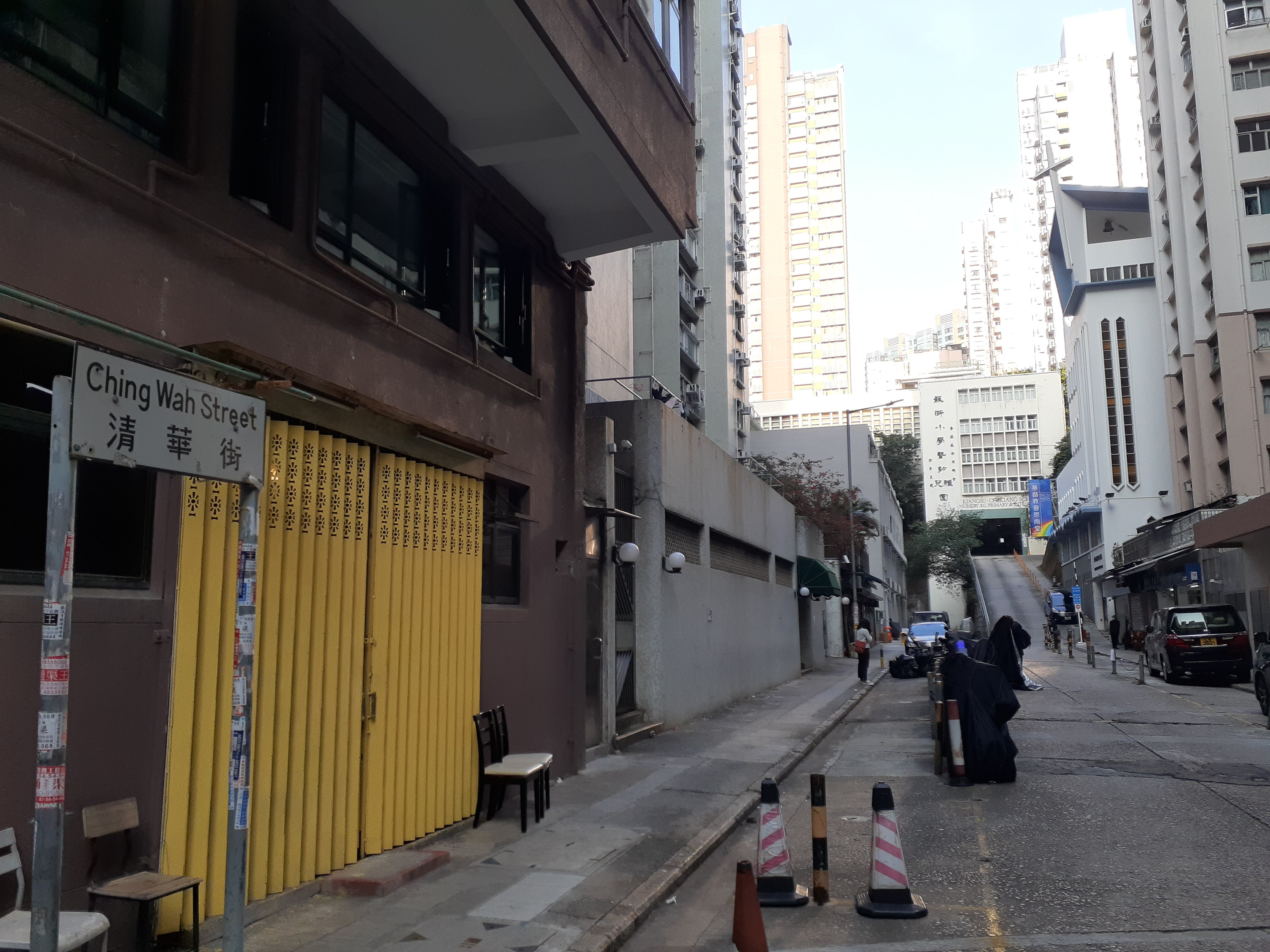
北角清華街的路牌及向東面的街景，可見遠處有一條斜路通往白色外牆的蘇浙小學，在斜路左邊的清華街19號有一幢三層高的建築物，於1960至1970年代是聖猶達小學，小學於1980年被關閉後原址改為開辦幼稚園，圖中近中央的遠處可見在通往蘇浙小學的斜路側邊，與原址是聖猶達小學之間有一段掘頭路，並有私家車停泊，案中的兩名兒童便是在斜路下的該段路面被炸死，圖中右側有一輛車牌LV3821的黑色私家車背向停泊於一幢住宅大廈外面的圍欄柱之間，黃姓小姊弟在1967年被炸死時便是居於該處的清華街20號，該處於1980年代重建為現時的多層公寓富景閣（攝於2021年2月）
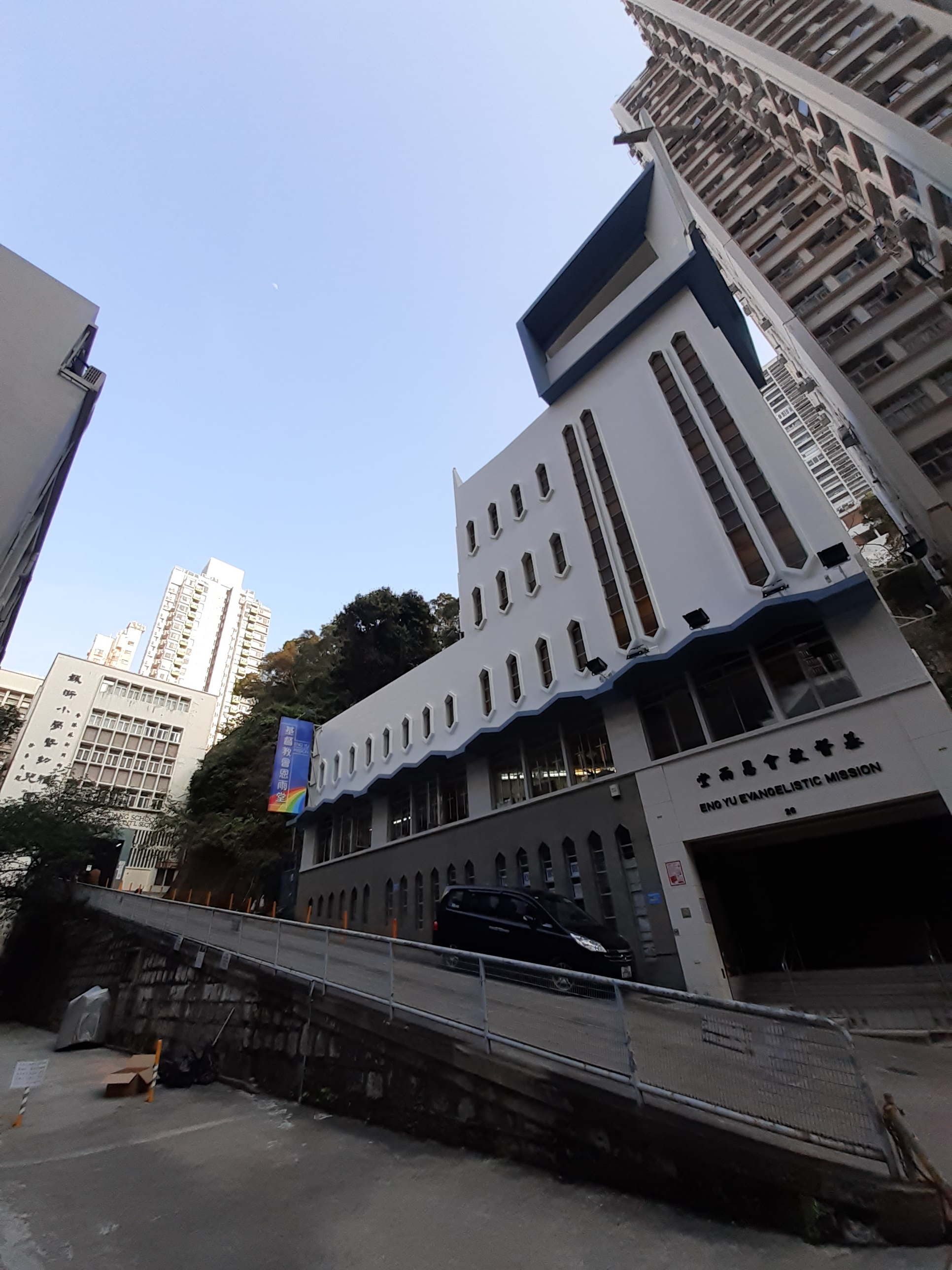
北角清華街的東面有一條通往清華街30號蘇浙小學的斜路，斜路的下方有一道由花崗岩石塊鋪砌而成的石牆，在1967年8月20日發生的清華街爆炸案中，兩名年幼兒童便是在斜路下的這道石牆喪命，在這道石牆的對面是清華街19號，當年是天主教聖猶達聖堂及已於1980年關閉的聖猶達小學，該處現時是聖猶達聖堂在清華街的後門，圖中正面的基督教會恩雨堂於六七暴動後才建成，圖中最右的多層住宅大廈是位於清華街18-24號及在1980年代重建而成的富景閣，案中被炸死的黃姓小姊弟當年便是居於清華街20號被拆卸重建前的原址（攝於2021年2月）

## 林彬譴責慘案後遇害

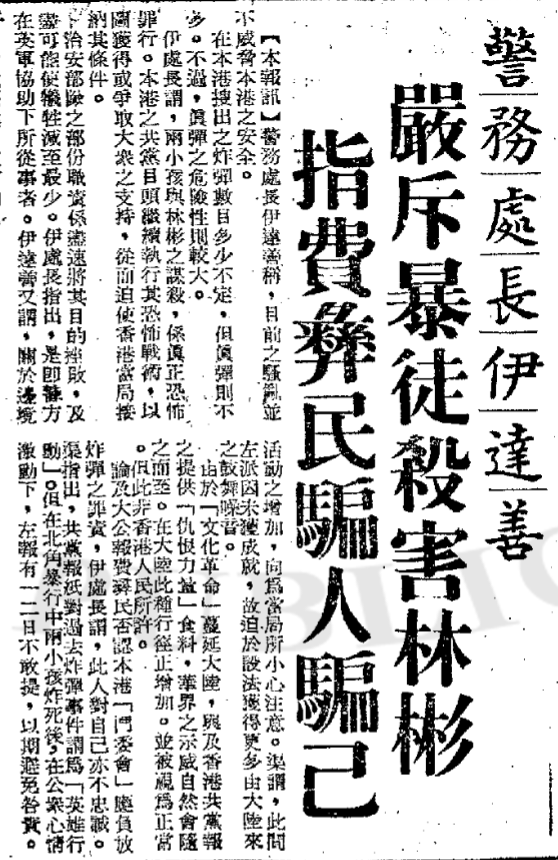
警務處處長伊達善在8月26日表示清華街兩小孩及商台節目主持人林彬遭到謀殺，是真正的恐怖主義罪行，而港共將中國的「文化大革命」引燃到香港，並非香港人民所應許，伊達善又點名批評否認鬥委會須要為放炸彈負上罪責的《大公報》社長費彝民，伊達善稱港共黨媒過去將炸彈事件褒揚為「英雄行動」，但是兩名兒童在北角被炸死的暴行引發公憤後，這些黨媒至今都不敢提，以為這樣便可逃避咎責，亦顯示這份黨報的社長費彝民連對自己也不忠誠

商業電台節目主持人林彬在暴動發生後多次抨擊左派人士的暴行，他在電台廣播節目《欲罷不能》及《時事評論》猛烈抨擊左派暴徒，諷刺左派陣營中積極策動暴亂的幾位頭目，指他們擾亂香港秩序，嘲諷港共的暴行及企圖，而左派激進份子對林彬早已恨之入骨，左派報紙如《大公報》亦發文恐嚇商業電台及林彬。8月20日清華街慘案發生後，林彬在節目《欲罷不能》譴責左派暴徒為「左仔」，痛斥左派擾亂社會秩序，諷刺左派「無恥無良、低能邋遢、下流賤格」，呼籲聽眾響應為爆炸慘案中喪生的小姊弟討回公道。另一方面，曾經以「在香港仔和深水埗連環炸彈相繼揚威」為標題讚揚左派暴徒周圍放炸彈的《大公報》，不但沒有提述有兩名兒童在北角慘被炸死，還在報紙頭版揚言要對林彬不利，同樣沒有報導清華街爆炸案的《文滙報》亦在其新聞版面把林彬的名字改為「臨殯」。
1967年8月24日早上8時10分左右，林彬駕駛私家車從何文田窩打老道山仁華園的寓所出發，載同在商業電台出任技工的堂弟林光海一起前往在荔枝角的商業電台辦公室上班，當私家車沿文運道駛至文福道的路口時，被四名假扮成修路工人的兇徒截停，兇徒將兩桶汽油潑入林彬的座駕內並投入燃燒彈，私家車隨即猛烈焚燒，林彬和林光海的全身被嚴重燒傷，兩人被送抵伊利沙伯醫院時情況危殆，林彬於翌日傷重逝世，終年37歲，與林彬同車的22歲堂弟林光海，昏迷留醫至8月29日也傷重不治。香港政界及市民大眾都對林彬及其堂弟一同遇害感到震驚，不過《大公報》卻以「地下突擊隊鋤奸 敗類林彬受重傷」為標題讚譽燒死林彬的兇徒，又在頭版引述燒死林彬是「地下鋤奸突擊隊司令部」的行動為左派承認發動襲擊的責任，並且繼續在報導中謾罵林彬。
8月20日北角清華街小姊弟被炸死，8月24日商台播音員林彬與堂弟林光海遇害，左派的恐怖活動在香港社會引來極大悲憤。立法局非官守議員簡悅強於8月24日的立法局會議上呼籲嚴厲打擊恐怖主義，包括修訂法例，將參與炸彈襲擊的恐怖份子判處死刑。多位華人社會賢達對簡悅強的提議紛表贊同；謝伯昌表示左派暴徒放置炸彈傷害人命，實際上是謀殺行爲，謀殺罪是可判處死刑；胡鴻烈稱應將死刑的適用範圍擴大至放炸彈，甄子傑、黎醒明及陳樹渠均贊同簡悅強提出以死刑打擊恐怖活動的意見。署理輔政司何禮文表示會考慮一切措施打擊恐怖活動，對發動炸彈襲擊的恐怖份子判處死刑也在考慮之列，港府發言人亦表示香港總督戴麟趾考慮加重恐怖活動相關罪行的刑罰，包括將放炸彈的兇徒處以死刑。

## 外部連接
- HKRS152-1-91 - WONG YEE MAN & WONG SIU FAN（页面存档备份，存于）
- HKRS153-1-301 - WONG YEE-MAN（页面存档备份，存于）

 维基共享资源上的相關多媒體資源：清華街爆炸案